# Washington-on-the-Brazos
Washington-on-the-Brazos è una comunità non incorporata della contea di Washington nello Stato del Texas, negli Stati Uniti d'America. Fondata quando il Texas era ancora una parte del Messico, l'insediamento è stato il luogo della convenzione del 1836 e della firma della Dichiarazione d'indipendenza del Texas. Il nome "Washington-on-the-Brazos" fu utilizzato per distinguere l'insediamento da "Washington-on-the-Potomac", cioè, Washington

## Storia
Fondata in gran parte da immigrati provenienti dagli Stati Uniti meridionali, Washington-on-the-Brazos è nota come il "luogo di nascita del Texas" perché è qui che il 1º marzo 1836 i delegati del Texas si incontrarono per annunciare formalmente l'intenzione del Texas di separarsi dal Messico e di redigere la costituzione della nuova Repubblica del Texas. Organizzarono un governo ad interim fino al momento della creazione di un governo eletto.
I delegati dichiararono l'indipendenza il 2 marzo 1836. Adottarono la loro costituzione il 16 marzo e i delegati lavorarono fino al 17 marzo, quando hanno dovuto fuggire insieme agli abitanti di Washington, per sfuggire all'avanzata dell'esercito messicano. La gente del paese era ritornata dopo che l'esercito messicano fu sconfitto a San Jacinto il 21 aprile. I governatori della città fecero pressioni per la designazione di Washington come capitale permanente della Repubblica del Texas, ma i governatori della Repubblica preferirono Waterloo, che in seguito fu rinominata Austin.
La contea di Washington fu creata con la legislatura della Repubblica del Texas nel 1836 e organizzata nel 1837, quando Washington-on-the-Brazos divenne il capoluogo della contea. Anche se il capoluogo della contea fu trasferito a Brenham nel 1844, la città continuò a prosperare come centro per il commercio del cotone fino alla metà del 1850, dato che era situata sul fiume Brazos, utilizzato per la spedizione del raccolto. Le attività commerciali della città chiusero durante la costruzione delle ferrovie, che bypassarono la città. La lotta della guerra civile americana fece morire definitivamente la città, e dalla fine del XX secolo era praticamente abbandonata.